# Telenassa notus
Telenassa notus är en fjärilsart som beskrevs av Hall 1917. Telenassa notus ingår i släktet Telenassa och familjen praktfjärilar. Inga underarter finns listade i Catalogue of Life.